# Kajman černý
Kajman černý (Melanosuchus niger) je velký druh krokodýla a společně s aligátorem severoamerickým jeden z největších zástupců čeledi aligátorovití.

## Evoluce
Rod Melanosuchus se objevuje již v paleogénu, fosilie tohoto kajmana byly objeveny například v eocenních sedimentech v Brazílii.

## Popis
Dorůstá velikosti mezi pěti a šesti metry, což z něj také dělá společně s krokodýlem orinockým jednoho z největších plazů neotropické oblasti. Je to masožravý plaz, který žije podél pomalu tekoucích řek, jezer a sezónně zaplavovaných oblastí v povodí Amazonky a dalších sladkovodních stanovištích v Jižní Americe. Jak již jméno naznačuje, kajman černý má tmavé zbarvení, které u některých jedinců může být skutečně černé. Na dolní čelisti má tento druh šedé a hnědé proužkování. Mladí kajmani jsou zbarveni pestřeji než dospělci, s bílými až světle žlutými pruhy na bocích, které jim přetrvávají až do dospělosti. Stavbou těla se tento druh od ostatních kajmanů silně odlišuje, zejména co se týče tvaru lebky. Hlava je obecně rozměrná a těžká, proto může tento predátor chytit i velkou kořist.

## Ekologie
Kajman černý je největším predátorem v amazonském ekosystému. Živí se řadou ryb, plazů, ptáků a savců. Jedna se o vrcholového predátora, který je schopen zabít jakékoli zvíře, a to včetně jiných predátorů. V rámci druhu bylo provedeno několik ekologických studií. Kajman černý obývá ekosystém bez velké konkurence ze stran jiných predátorů. Coby vrcholový predátor také může být klíčovým druhem, který hraje důležitou roli při skladbě ekosystému. Rozmnožování nastává v období sucha. Samice si stavějí hnízda, do nichž nakladou vejce, která chrání před predátory.

## Interakce s člověkem
Když byl kajman černý běžným druhem, hojně se lovil pro svou komerčně cennou kůži. Tyto aktivity jej však dovedly až na pokraj vyhubení. Druh však až do 80. let 20. století, kdy se obchod s kůží na jeho populaci již výrazně projevil, nebyl navzdory svému komerčnímu významu z vědeckého hlediska podrobněji zkoumán. Nyní se do přírody opět navrací, avšak je závislý na ochranných opatřeních. Jedná se o krokodýla nebezpečného pro člověka a bylo zaznamenáno několik útoků.